# 默瑟 (北达科他州)
默瑟（英語：Mercer），是美国北达科他州下属的一座城市。根据2010年美国人口普查，该市有人口94人。